# Criconema murrayi
Criconema murrayi är en rundmaskart. Criconema murrayi ingår i släktet Criconema och familjen Criconematidae. Inga underarter finns listade i Catalogue of Life.